# Rextjärnen
Rextjärnen är en sjö i Falu kommun i Dalarna och ingår i Dalälvens huvudavrinningsområde. Sjön har en area på 0,095 kvadratkilometer och ligger 230,7 meter över havet. Sjön avvattnas av vattendraget Gravån.

## Delavrinningsområde
Rextjärnen ingår i det delavrinningsområde (673739-147679) som SMHI kallar för Inloppet i Övre Ärtsjön. Medelhöjden är 303 meter över havet och ytan är 11,45 kvadratkilometer. Det finns inga avrinningsområden uppströms utan avrinningsområdet är högsta punkten. Gravån som avvattnar avrinningsområdet har biflödesordning 4, vilket innebär att vattnet flödar genom totalt 4 vattendrag innan det når havet efter 249 kilometer. Avrinningsområdet består mestadels av skog (81 procent). Avrinningsområdet har 0,1 kvadratkilometer vattenytor vilket ger det en sjöprocent på 0,8 procent.